# U-516 (tàu ngầm Đức)
U-516 là một tàu ngầm tấn công  Lớp Type IX thuộc phân lớp Type IXC được Hải quân Đức Quốc Xã chế tạo trong Chiến tranh Thế giới thứ hai. Nhập biên chế năm 1942, nó đã thực hiện được sáu chuyến tuần tra, đánh chìm 16 tàu buôn với tổng tải trọng 89.385 GRT, đồng thời gây hư hại cho một chiếc khác tải trọng 9.687 GRT. U-516 sống sót qua cuộc xung đột, đầu hàng lực lượng Đồng Minh tại Loch Eriboll, Scotland vào ngày 14 tháng 5, 1945, và cuối cùng bị đánh đắm ngoài khơi Bắc Ireland trong khuôn khổ Chiến dịch Deadlight vào ngày 2 tháng 1, 1946.

## Thiết kế và chế tạo

### Thiết kế
Thiết kế của tàu ngầm Type IXC có kích thước hơi nhỉnh hơn so với phân lớp Type IXB dẫn trước. Chúng có trọng lượng choán nước 1.120 t (1.100 tấn Anh) khi nổi và 1.232 t (1.213 tấn Anh) khi lặn. Con tàu có chiều dài chung 76,76 m (251 ft 10 in), lớp vỏ trong chịu áp lực dài 58,75 m (192 ft 9 in), mạn tàu rộng 6,76 m (22 ft 2 in), chiều cao 9,60 m (31 ft 6 in) và mớn nước 4,70 m (15 ft 5 in).
Chúng trang bị hai động cơ diesel MAN M 9 V 40/46 siêu tăng áp 9-xy lanh 4 thì, tổng công suất 4.400 PS (3.200 kW; 4.300 bhp), dẫn động hai trục chân vịt đường kính 1,92 m (6,3 ft), cho phép đạt tốc độ tối đa 18,3 kn (33,9 km/h), và tầm hoạt động tối đa 13.450 nmi (24.910 km) khi đi tốc độ đường trường 10 kn (19 km/h). Khi đi ngầm dưới nước, chúng sử dụng hai động cơ/máy phát điện Siemens-Schuckert 2 GU 345/34 tổng công suất 1.000 PS (740 kW; 990 shp). Tốc độ tối đa khi lặn là 7,3 kn (13,5 km/h), và tầm hoạt động 63 nmi (117 km) ở tốc độ 4 kn (7,4 km/h). Con tàu có khả năng lặn sâu đến 230 m (750 ft).
Vũ khí trang bị có sáu ống phóng ngư lôi 53,3 cm (21 in), bao gồm bốn ống trước mũi và hai ống phía đuôi, và mang theo tổng cộng 22 quả ngư lôi 53,3 cm (21 in). Tàu ngầm Type IX trang bị một hải pháo 10,5 cm (4,1 in) SK C/32 với 110 quả đạn, một pháo phòng không 3,7 cm (1,5 in) SK C/30 và hai pháo phòng không 2 cm (0,79 in) C/30. Thủy thủ đoàn bao gồm 4 sĩ quan và 44 thủy thủ.

### Chế tạo
U-516 được đặt hàng vào ngày 14 tháng 2, 1940, và được đặt lườn tại xưởng tàu Deutsche Werft ở Hamburg vào ngày 12 tháng 5, 1941. Nó được hạ thủy vào ngày 16 tháng 12, 1941, và nhập biên chế cùng Hải quân Đức Quốc Xã vào ngày 21 tháng 1, 1942 dưới quyền chỉ huy của Hạm trưởng, Thiếu tá Hải quân Gerhard Wiebe.

## Lịch sử hoạt động
Sau khi hoàn tất việc chạy thử máy và huấn luyện trong thành phần Chi hạm đội U-boat 4, U-516 được điều sang Chi hạm đội U-boat 10 từ ngày 1 tháng 9, 1942 để hoạt động trên tuyến đầu. Đến ngày 1 tháng 10, 1943, nó lại được điều sang Chi hạm đội U-boat 33 cho đến hết chiến tranh.

### 1942

#### Chuyến tuần tra thứ nhất
Sau khi di chuyển từ cảng Kiel, Đức đến cảng Kristiansand, Na Uy vào giữa tháng 8, 1942, U-516 xuất phát từ đây vào ngày 15 tháng 8 cho chuyến tuần tra đầu tiên trong chiến tranh. Nó tiến ra Bắc Hải, rồi băng qua khe GI-UK giữa Iceland và quần đảo Faroe để vòng qua quần đảo Anh. Chiếc U-boat tiếp tục băng qua suốt Đại Tây Dương và hướng xuống phía Tây Nam để hoạt động dọc theo bờ biển phía Đông Bắc của lục địa Nam Mỹ.
Trên đường đi giữa Đại Tây Dương vào ngày 27 tháng 8, nó bắt gặp và tấn công chiếc tàu buôn Anh Port Jackson 9.687 GRT, ở vị trí khoảng 480 nmi (890 km) về phía Tây đảo Cape Clear (mũi cực Nam của Ireland). Sau khi cả bốn quả ngư lôi phóng ra đều bị trượt, U-516 tiếp tục tấn công với 14 phát đạn pháo và gây hư hại cho mục tiêu, nhưng đối thủ nả pháo phản công buộc chiếc U-boat phải hủy bỏ cuộc tấn công. Sau đó tại vùng biển phía Bắc quần đảo Azores, nó phóng ngư lôi đánh chìm chiếc tàu chở dầu Hoa Kỳ Jack Carnes 10.907 GRT, vào ngày 31 tháng 8.
Tại vùng biển Nam Mỹ gần biển Caribe, U-516 lần lượt tấn công và đánh chìm tàu buôn Hoa Kỳ Wichita 6.174 GRT ở vị trí khoảng 480 nmi (890 km) về phía Nam Barbados vào ngày 19 tháng 9; tàu buôn Brazil Antonico 1.223 GRT ở ngoài khơi cửa sông Maroni (giữa Guiana thuộc Pháp và Suriname) vào ngày 28 tháng 9; tàu buôn Anh Alipore 5.273 GRT về phía Đông Bắc Georgetown, Guyana vào ngày 30 tháng 9; và tàu buôn Anh Holmpark 5.780 GRT ở vị trí khoảng 730 nmi (1.350 km) về phía Đông Barbados vào ngày 24 tháng 10.
U-516 kết thúc chuyến tuần tra khi quay trở về cảng Lorient bên bờ Đại Tây Dương của Pháp đã bị Đức chiếm đóng, đến nơi vào ngày 14 tháng 11.

### 1945

#### Chuyến tuần tra thứ sáu – Số phận
Vào khoảng cuối năm 1944 hay đầu năm 1945, U-516 được trang bị bổ sung ống hơi nhằm cải thiện tính năng đi ngầm dưới nước. Đến cuối tháng 3, 1945, chiếc tàu ngầm di chuyển từ Kiel đến cảng Horten (phía Nam Oslo), Na Uy, và sau đó đến Kristiansand. Nó khởi hành từ đây vào ngày 5 tháng 4 cho chuyến tuần tra thứ sáu, cũng là chuyến cuối cùng, để hoạt động trong biển Na Uy.
Sau khi Đức Quốc Xã chấp nhận đầu hàng vào ngày 9 tháng 5, 1945, U-516 đầu hàng lực lượng Đồng Minh tại Loch Eriboll, Scotland vào ngày 14 tháng 5, 1945. Nó được chuyển đến Lisahally, Bắc Ireland, và cuối cùng bị đánh đắm ngoài khơi Bắc Ireland trong khuôn khổ Chiến dịch Deadlight vào ngày 2 tháng 1, 1946, tại tọa độ 56°06′B 9°00′T / 56,1°B 9°T.

### Tóm tắt chiến công
U-516 đã đánh chìm được 16 tàu buôn với tổng tải trọng 89.385 GRT, đồng thời gây hư hại cho một chiếc khác tải trọng 9.687 GRT:
| Ngày              | Tên tàu           | Quốc tịch      | Tải trọng | Số phận      |
| ----------------- | ----------------- | -------------- | --------- | ------------ |
| 27 tháng 8, 1942  | Port Jackson      | United Kingdom | 9.687     | Bị hư hại    |
| 31 tháng 8, 1942  | Jack Carnes       | United States  | 10.907    | Bị đánh chìm |
| 19 tháng 9, 1942  | Wichita           | United States  | 6.174     | Bị đánh chìm |
| 28 tháng 9, 1942  | Antonico          | Brazil         | 1.223     | Bị đánh chìm |
| 30 tháng 9, 1942  | Alipore           | United Kingdom | 5.273     | Bị đánh chìm |
| 24 tháng 10, 1942 | Holmpark          | United Kingdom | 5.780     | Bị đánh chìm |
| 11 tháng 2, 1943  | Helmspey          | United Kingdom | 4.764     | Bị đánh chìm |
| 17 tháng 2, 1943  | Deer Lodge        | United States  | 6.187     | Bị đánh chìm |
| 27 tháng 2, 1943  | Colombia          | Netherlands    | 10.782    | Bị đánh chìm |
| 20 tháng 3, 1943  | Nortun            | Panama         | 3.663     | Bị đánh chìm |
| 13 tháng 11, 1943 | Pompoon           | Panama         | 1.082     | Bị đánh chìm |
| 18 tháng 11, 1943 | Ruby              | Colombia       | 39        | Bị đánh chìm |
| 23 tháng 11, 1943 | Elizabeth Kellog  | United States  | 5.189     | Bị đánh chìm |
| 24 tháng 11, 1943 | Melville E. Stone | United States  | 7.176     | Bị đánh chìm |
| 8 tháng 12, 1943  | Colombia          | Panama         | 1.064     | Bị đánh chìm |
| 16 tháng 12, 1943 | McDowell          | United States  | 10.195    | Bị đánh chìm |
| 7 tháng 7, 1944   | Esso Harrisburg   | United States  | 9.887     | Bị đánh chìm |